# Robert Denis
Pour les articles homonymes, voir Denis.
Robert Denis, né le 19 mars 1940 à Butgenbach, est un homme politique belge wallon, membre du MR.

## Biographie
Robert Denis est docteur en médecine vétérinaire, licencié en hygiène et technologie des denrées alimentaires d'origine animale, ancien inspecteur général de l'Institut d'expertise vétérinaire.
Il est lieutenant-colonel de réserve.

## Fonctions politiques
- Député fédéral du 21 mai 1995 au 2 mai 2007.
  - Ancien vice-président de la Chambre[1].
- Ancien conseiller provincial (province de Liège)[1].
- Ancien bourgmestre de Malmedy[1].

## Distinctions
- Officier de l'Ordre de la Couronne[1].
- Commandeur de l'Ordre de Léopold II[1].